# 라오메돈

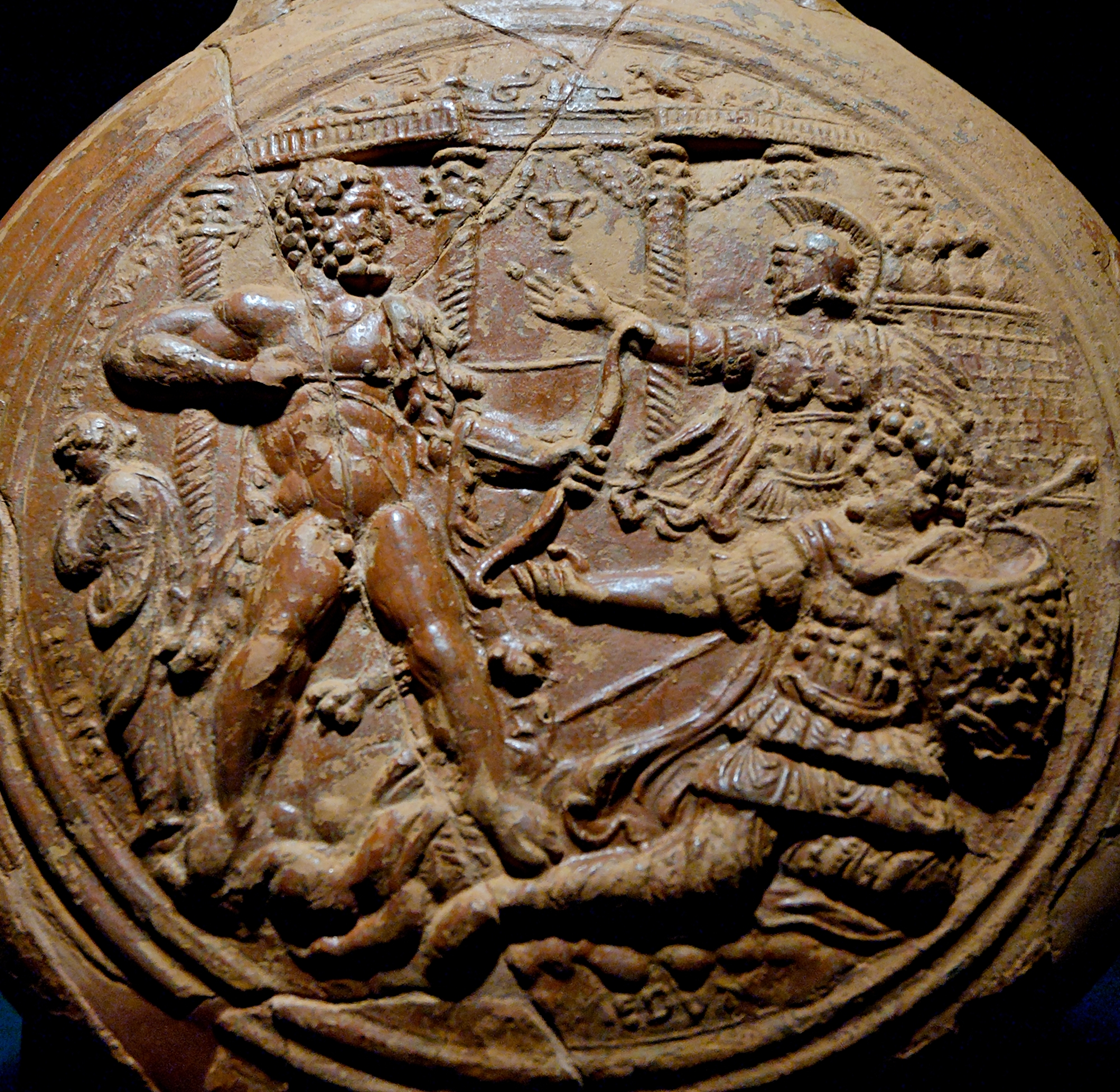
라오메돈을 죽이기 직전의 헤라클레스.

라오메돈(그리스어: Λαομέδων)은 그리스 신화에서 트로이의 왕이다. 그는 일로스와 아드라스토스의 딸 에우리디케 사이에서 태어난 아들이며 스트리모 (일설에는 플라키아 또는 레우키페)와 결혼하여 아들로는 티토노스, 람포스, 클리티오스, 히케타온, 포다르케스를 딸로는 헤시오네, 킬라, 아스티오케를 낳은 아버지이다. 호메로스와 아폴로도로스에 따르면 그는 요정 칼리베와 교합하여 서자로 부콜리온을 낳았다.
제우스가 독수리의 모습으로 변해 납치해간 가니메데스는 일로스와 형제지간으로 제우스가 그 납치에 대한 대가로 신마(神馬)를 선물로 주었다고 한다. (일설에는 가니메데스가 라오메돈의 아들이라고 하나 일로스는 트로이의 시조가 되는 트로스의 아들로 라오메돈의 삼촌 뻘이 된다.) 라오메돈은 이 말들을 안키세스에게 키우게 했는데 안키세스는 그 신마들에게 자신의 암말을 붙여 몰래 신마의 혈통을 훔쳐냈다고 한다.
포세이돈과 아폴론이 한때 제우스에게 반항하다가 벌로 라오메돈을 위해 일하게 되었는데 두 신들은 트로이의 성벽을 건설해주었다고 한다. 라오메돈의 성벽 건설의 대가로 성대한 보상을 약속했으나 지켜지지 않자 화가난 포세이돈은 괴물을 보내어 트로이를 공격하게 했다. 이 괴물을 달래기 위해 라오메돈은 자신의 딸 헤시오네를 공물로 바치려했는데 이때 헤라클레스가 나타나 헤시오네를 괴물로부터 구한다. 라오메돈은 헤라클레스에게 감사의 표시로 자신의 신마를 선물로 주기로 했지만 또 다시 약속을 어기고 헤라클레스를 화나게 만들었다.
헤라클레스와 그의 동료들은 트로이로 쳐들어가 라오메돈과 그의 아들들을 죽였다. 이때 라오메돈의 막내아들인 포다르케스는 헤시오네의 간청으로 살아남게 되었는데 그 때부터 포라드케스는 프리아모스로 이름을 바꾸었다. 헤라클레스는 헤시오네를 자신의 친구인 텔라몬에게 아내로 삼으라고 주었다.
한편, 헤라클레스가 테스피우스의 딸 멜리네 사이에서 낳은 아들의 이름도 라오메돈이다.